# آیدین‌لار (شابران)
آیدین‌لار (به لاتین: Aydinlar) یک منطقه مسکونی در جمهوری آذربایجان است که در شهرستان شابران واقع شده است.